# Frantz Duchazeau
Frantz Duchazeau, né Frantz Duchazeaubeneix le 11 octobre 1971 à Angoulême, est un dessinateur et scénariste de bande dessinée français.

## Biographie
Né à Angoulême le 11 octobre 1971, Frantz Duchazeau s'installe à Paris le 2 janvier 1993.
Il débute dans divers journaux et magazines comme Spirou et Le Journal de Mickey.
En 2002, il publie son premier album, Igor et les monstres, chez Dargaud avant de poursuivre en collaboration avec Gwen de Bonneval ou Fabien Vehlmann au scénario, avec qui il intègre l'équipe d'auteurs de la revue Capsule Cosmique,.
Il se lance en solo en 2006 avec des albums tels que Les Vaincus, Le Rêve de Meteor Slim, La Main heureuse ou Pierre de Cristal.
Avec Mozart à Paris, en 2018, puis Le Peintre hors-la-loi, en 2021, très bien reçu par la critique ,,,,, il revient au grand format, aux décors et à la couleur.

## Œuvres
- P'tit Louis, scénario de Corre, Édition Les P'tits Fromages, 2000-2001
- Igor et les monstres, scénario de Pierre Veys, Dargaud, 2002-2004
- La Nuit de l'inca, scénario de Fabien Vehlmann, Dargaud, 2003-2004 (2 volumes)
- Gilgamesh, scénario de Gwen de Bonneval, Dargaud, 2004-2005 (2 volumes)
- Les Cinq Conteurs de Bagdad, scénario de Fabien Vehlmann, Dargaud, 2006
- Dieu qui pue Dieu qui pète, scénario de Fabien Vehlmann, Dargaud, 2006
- Les Vaincus, Dargaud, 2007
- Le Rêve de Meteor Slim, Dargaud, 2008
- Les Jumeaux de Conoco Station, Éditions Sarbacane, 2009
- Le Diable amoureux et autres films jamais tournés par Méliès, scénario de Fabien Vehlmann, Dargaud, 2010
- Lomax, collecteurs de folk songs, Dargaud, 2011
- Blackface Banjo, Sarbacane, 2013
- La Main heureuse, Casterman, 2015
- Pierre de cristal, Casterman, 2017
- Mozart à Paris, Casterman, 2018
- Le Peintre hors-la-loi, Casterman, 2021
- Debout les morts. Fantaisie macabre, Sarbacane, 2021
- Les derniers jours de Robert Johnson", Sarbacane, 2023

### Prix et récompenses
- 2007 : Prix des libraires de bande dessinée pour Les Cinq Conteurs de Bagdad (avec Fabien Vehlmann)
- 2007 :  Prix Saint-Michel de la meilleure bande dessinée francophone pour Les Cinq Conteurs de Bagdad (avec Fabien Vehlmann)[8]
- 2014 : : Prix 2014 de la BD aux couleurs du blues, par les associations Bulles de Mantes et Blues sur Seine, pour Lomax, collecteurs de folk songs[9]
- 2015 : Grand prix RTL de la bande dessinée pour La Main heureuse[10]